# Acrobasis tumidana
Acrobasis tumidana là một loài bướm đêm thuộc họ Pyralidae. Nó được tìm thấy ở châu Âu.
Sải cánh dài 19–24 mm. Con trưởng thành bay làm một đợt từ tháng 7 đến tháng 8 .
Ấu trùng ăn sồi.

## Hình ảnh

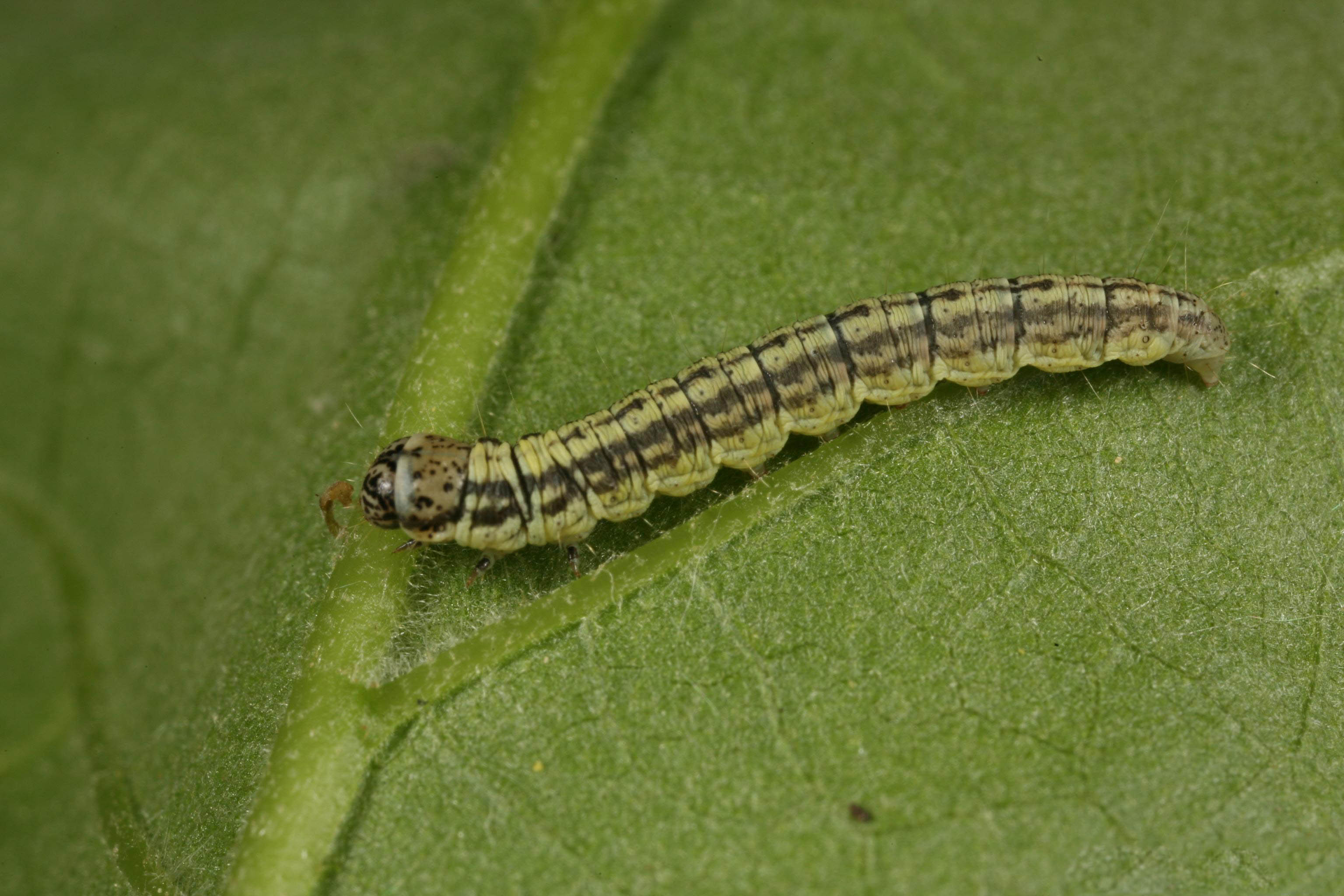
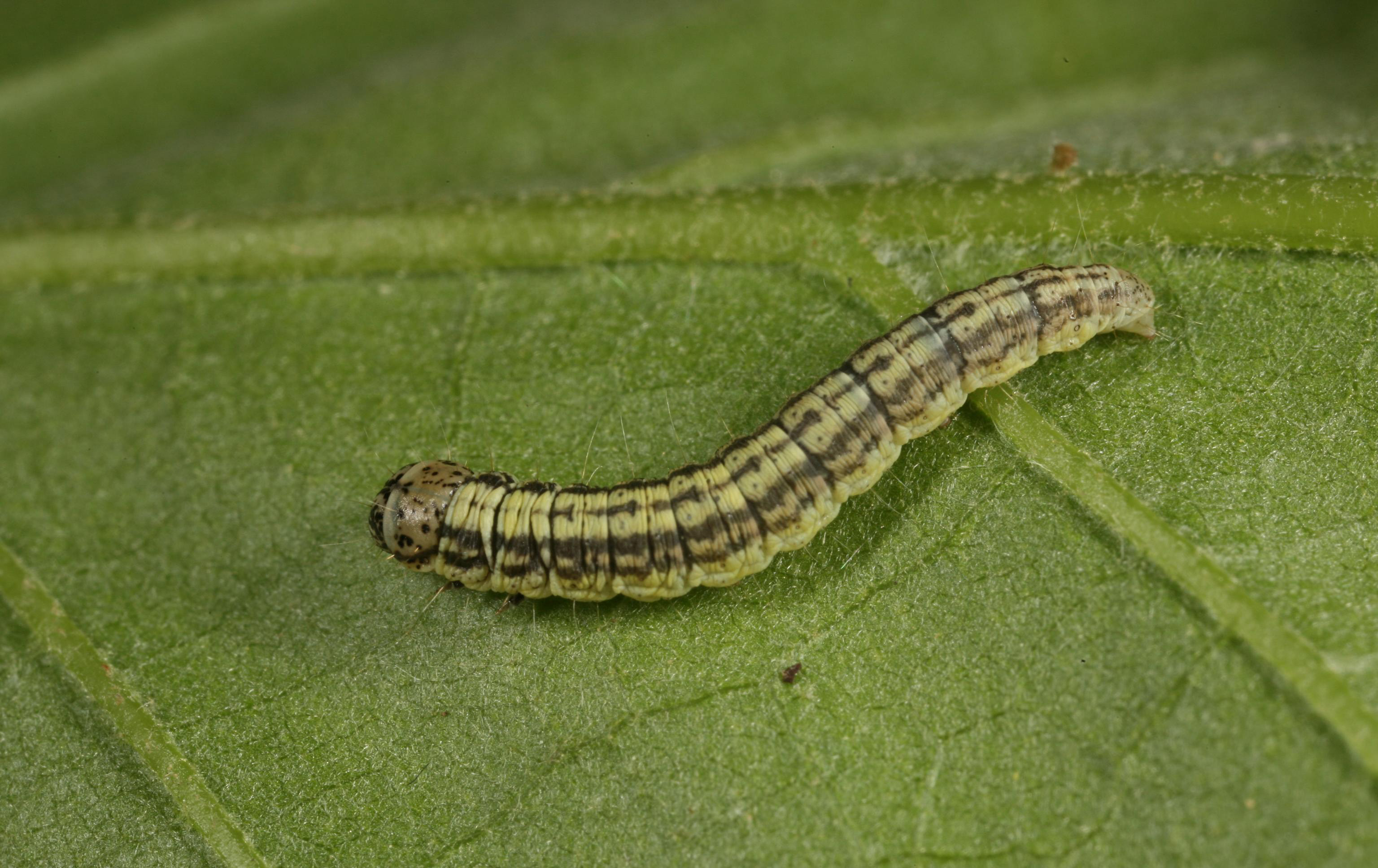
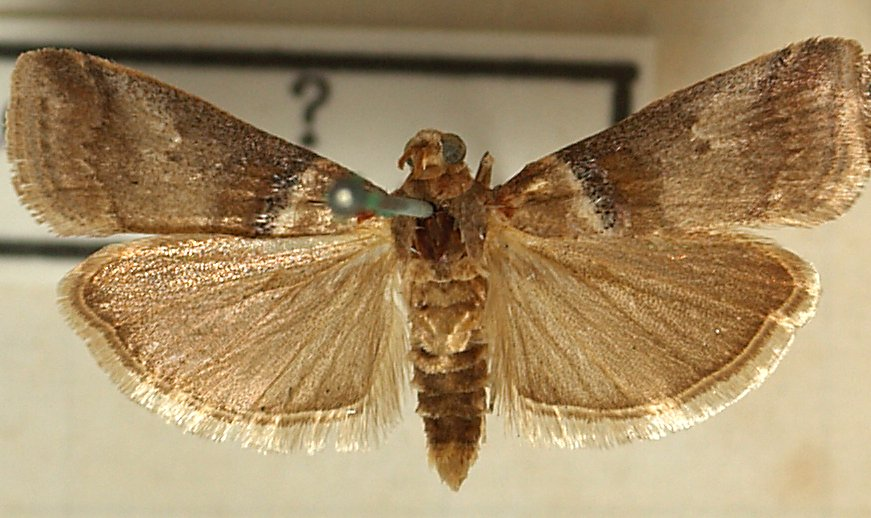